# Kräuselradnetzspinnen
Die Kräuselradnetzspinnen (Uloboridae) sind eine Familie der Echten Webspinnen aus der Überfamilie der Uloboroidea. Die Familie umfasst aktuell 18 Gattungen und 281 Arten. (Stand: Juli 2016)
Diese Familie cribellater Spinnen ist in den Tropen weit verbreitet. Nur wenige Arten stoßen auch nordwärts in die temperierten Zonen vor. In Mitteleuropa sind nur drei Arten vertreten. In Lateinamerika finden sich in der Gattung Philoponella zwei Arten, die sozial in großen Kolonien leben.
Die Arten haben erstaunliche Tarn-, Netzbau- und Fangmethoden entwickelt.
Kräuselradnetzspinnen besitzen keine Giftdrüsen und produzieren keine Leimfäden.
Die Adhäsion ihrer cribellaten Fangwolle beruht auf der Struktur aus zehntausenden, nur 10 bis 15 Nanometer durchmessenden Seidenfasern, die sich um dickere, stabilere Gerüstfäden kräuseln.

## Morphologie der einheimischen Arten
Die erwachsenen Tiere der einheimischen Arten Hyptiotes paradoxus, Uloborus plumipes und Uloborus walckenaerius werden drei bis sechs Millimeter lang, haben einen mäßig kräftigen Körperbau. Die Beinlänge eines Individuums ist sehr unterschiedlich, das längste Bein (Beinpaar I und II) kann zweimal so lang wie die Körperlänge werden, die Beinpaare III und IV sind wesentlich kürzer. Der Metatarsus IV ist konkav. Die Weibchen haben dort ihr Calamistrum, das bei den Männchen reduziert ist. Kräuselradnetzspinnen haben 3 tarsale Klauen. Sie haben acht dunkle Augen in zwei horizontalen Linien zu je vier Augen. Die männlichen Palpenorgane sind komplex gebaut und beherbergen das hohlförmige tarsale Cymbium. Der Hinterleib (Opisthosoma) ist auffällig gemustert. Die Weibchen haben ein plattenförmiges Cribellum vor den Spinnwarzen. Das Cribellum ist bei den Männchen reduziert.

## Lebensweise und Netzbau
Kräuselradnetzspinnen sind Tarnungsspezialisten, sowohl in ihrer natürlichen Gestalt, als auch in der Lebensweise. Sie sammeln Bruchstücke von Blättern und anderem Material, mit dem sie sich tarnen, oder sehen Blättern oder Zweigen täuschend ähnlich.
Besondere und gemeinsame Kennzeichen der Netze der Kräuselradnetzspinnen sind die Netznabe, die eng und kunstvoll vermascht ist, und die bandförmigen Ornamente oder Stabilimente. Die ursprüngliche Funktion und Herkunft der Stabilemente, die auch manche ecribellaten Radnetzspinnen (z. B. Argiope, Wespenspinne) einbauen, ist unklar. Bei den Uloboridae dient es der Tarnung und der Stabilitätserhöhung und kann die Reparatur des beschädigten Netzes erleichtern. Die häufigste Form des Stabilements ist ein gezacktes Band, das das Zentrum des Radnetzes durchläuft. Es ist im Bereich der Nabe fast unsichtbar. Es gibt aber zahlreiche Variationen dieses Stabilements, wie V-förmiger Verlauf mit der Nabe im Zentrum oder Kreuze, sowie vollständige oder unterbrochene konzentrische Kreise.
Die Kräuselradnetzspinne lauert mit nach oben gerichteter Bauchseite in der Nabe auf der Unterseite ihres horizontalen Netzes. Die Beine sind nach vorn und nach hinten gestreckt, so dass sie das Stabilement zu einer kompletten Falle verbindet. Im leichten Windhauch ist sie so fast nicht mehr von einem Zweig zu unterscheiden. Diese Tarnmethode perfektionieren die Weibchen. Ihre länglichen Eipakete richtet sie in einer Reihe über das Netz aus, die zusätzlich mit Beuteresten und anderen Bruchstücken vervollständigt wird, und streckt sich selbst in die Mitte dazwischen. So entsteht eine helle Linie, deren einzelne Bestandteile nur schwer voneinander zu unterscheiden sind, während die eigentliche Falle durch den Kontrast noch schlechter zu erkennen ist.
Nicht alle Netze sind horizontal, und nicht alle bilden ein vollständiges Rad. Bei einigen Arten ist das Netz leicht geneigt und bei anderen mehr oder weniger senkrecht. Das Anlegen von senkrechten Netzen stellt einen wesentlichen ökologischen Unterschied dar, da die Spinne nicht auf laufende oder herunterfallende Insekten warten muss, sondern in den Luftraum der Fluginsekten vorstößt. So verändert sich das gesamte Nahrungsspektrum und mithin die komplette Lebensweise. Die Uloboriden wurden daher früher oft als evolutionäres Bindeglied zwischen den am Boden lebenden Spinnen und den Fallenstellern in der Höhe angesehen.
Die in Mitteleuropa heimischen Arten bauen in der Kronen- und Strauchschicht ihre Fallen, in denen sie kopfüber einen gerafften Signalfaden festhalten, der am Netz befestigt ist. Dieses Fangnetz sieht dem Radnetz der Kreuzspinnen ähnlich, liegt aber horizontal (bei Uloborus), wird aus nur drei Sektoren gebildet (bei Hyptiotes), oder besteht nur aus einem breiten Band cribellater Fangseide, wie bei den tropischen Stockspinnen (Miagrammopes).
Da Kräuselradnetzspinnen keine Giftdrüsen und -klauen besitzen, mit denen die Beute betäubt oder getötet werden könnte, wird diese von der Kräuselradnetzspinne nur sofort eingewebt.

## Systematik und Evolution
Die Uloboridae und ihre nächsten Verwandten, die Familie der Deinopidae, wurden lange als Vorfahren der Radnetzspinnen (Araneoidea) angesehen, da sich das horizontal gewebte Radnetz der Deinopidae über das Netz der Kräuselradnetzspinnen zum vertikalen, freihängenden Radnetz entwickelt haben könnte. Die Bauformen sind sich sehr ähnlich; so entspricht das Netz der Radnetzspinnen (Araneoidae) einem vollständigen Rad, wobei bei den Sektorenspinnen (Zygiella)zwei Sektoren zu fehlen scheinen, die bei den Dreiecksspinnen (Hyptiotes; Uloboridae) wieder auftauchen. Ebenso tauchen die Stabilemente in manchen Netzen beider Überfamilien auf. Die große Exaktheit, die sowohl die Fallen der Radnetzspinnen als auch die Fallen der Kräuselradnetzspinnen aufweisen, scheint verwunderlich genug, um eine einmalige Entstehung in der Evolution der Ordnung anzunehmen. Auch erschien es den Arachnologen plausibel, dass sich die Fähigkeit der ecribellaten Spinnen, die Fangseide mit weiteren unterschiedlichen Substanzen wie zum Beispiel mit Leim zu versehen, sich an diesem Punkt der Evolution entwickelt haben könnte. Die Radnetzspinnen galten daher lange als Nachfahren der Kräuselradnetzspinnen.
Heute geht man aufgrund vertiefender Untersuchungen davon aus, dass es sich bei diesen vollständigen oder teilweisen Radnetzen der sehr großen Überfamilie der Radnetzspinnen und die der Kräuselradnetzspinnen um sehr ähnliche Prinzipien handelt, die sich aber unabhängig voneinander entwickelt haben. Es handelt sich wahrscheinlich um eine Analogie. Dies gilt für die Bauformen der Fallen (Stabilemente, Radnetze, Sektorennetze), aber auch für die Entstehung der Leimfäden. Auch sie hat sich in der Evolution mehrmals unabhängig voneinander vollzogen (siehe: Cribellaten-Problem). Welchem ökologischen Umstand es zu verdanken ist, dass die Kräuselradnetzspinnen auf Giftdrüsen verzichten können, bleibt zunächst ungeklärt.

### Äußere Systematik
|             | Radnetzspinnen (Araneoidea)                                                       |
|             |                                                                                   |
| Uloboroidea | \| \| Kräuselradnetzspinnen (Uloboridae) \| \| \| \| \| \| Deinopidae \| \| \| \| |
|             | \| \| Kräuselradnetzspinnen (Uloboridae) \| \| \| \| \| \| Deinopidae \| \| \| \| |
|             | Kräuselradnetzspinnen (Uloboridae)                                                |
|             |                                                                                   |
|             | Deinopidae                                                                        |
|             |                                                                                   |

|  | Kräuselradnetzspinnen (Uloboridae) |
|  |                                    |
|  | Deinopidae                         |
|  |                                    |

|             | Radnetzspinnen (Araneoidea)                                                       |
|             |                                                                                   |
| Uloboroidea | \| \| Kräuselradnetzspinnen (Uloboridae) \| \| \| \| \| \| Deinopidae \| \| \| \| |
|             | \| \| Kräuselradnetzspinnen (Uloboridae) \| \| \| \| \| \| Deinopidae \| \| \| \| |
|             | Kräuselradnetzspinnen (Uloboridae)                                                |
|             |                                                                                   |
|             | Deinopidae                                                                        |
|             |                                                                                   |

|  | Kräuselradnetzspinnen (Uloboridae) |
|  |                                    |
|  | Deinopidae                         |
|  |                                    |

|                         | Oecobiidae  |
|                         |             |
|                         | Hersiliidae |
|                         |             |
|                         | Malkaridae  |
| Vorlage:Klade/Wartung/3 |             |

|             | Radnetzspinnen (Araneoidea)                                                       |
|             |                                                                                   |
| Uloboroidea | \| \| Kräuselradnetzspinnen (Uloboridae) \| \| \| \| \| \| Deinopidae \| \| \| \| |
|             | \| \| Kräuselradnetzspinnen (Uloboridae) \| \| \| \| \| \| Deinopidae \| \| \| \| |
|             | Kräuselradnetzspinnen (Uloboridae)                                                |
|             |                                                                                   |
|             | Deinopidae                                                                        |
|             |                                                                                   |

|  | Kräuselradnetzspinnen (Uloboridae) |
|  |                                    |
|  | Deinopidae                         |
|  |                                    |

|             | Radnetzspinnen (Araneoidea)                                                       |
|             |                                                                                   |
| Uloboroidea | \| \| Kräuselradnetzspinnen (Uloboridae) \| \| \| \| \| \| Deinopidae \| \| \| \| |
|             | \| \| Kräuselradnetzspinnen (Uloboridae) \| \| \| \| \| \| Deinopidae \| \| \| \| |
|             | Kräuselradnetzspinnen (Uloboridae)                                                |
|             |                                                                                   |
|             | Deinopidae                                                                        |
|             |                                                                                   |

|  | Kräuselradnetzspinnen (Uloboridae) |
|  |                                    |
|  | Deinopidae                         |
|  |                                    |

|                         | Oecobiidae  |
|                         |             |
|                         | Hersiliidae |
|                         |             |
|                         | Malkaridae  |
| Vorlage:Klade/Wartung/3 |             |

### Einheimische Arten
In Mitteleuropa sind nur eine Art der Gattung Hyptiotes sowie zwei Arten der Gattung Uloborus nachgewiesen worden.
- Dreieckspinnen (Hyptiotes Walckenaer, 1837)
  - Hyptiotes paradoxus C.L. Koch, 1834 – Paläarktis
- Federfußspinnen (Uloborus Latreille, 1806)
  - Uloborus plumipes Lucas, 1846 – hier in Gewächshäusern und an warmen Orten; ansonsten Tropen
  - Uloborus walckenaerius Latreille, 1806 – Paläarktis

### Innere Systematik
Der World Spider Catalog listet für die Kräuselradnetzspinnen aktuell 18 Gattungen und 281 Arten. (Stand: Juli 2016)
- Ariston O. Pickard-Cambridge, 1896
- Astavakra Lehtinen, 1967
  - Astavakra sexmucronata (Simon, 1893)
- Conifaber Opell, 1982
- Daramulunia Lehtinen, 1967
- Hyptiotes Walckenaer, 1837
- Lubinella Opell, 1984
  - Lubinella morobensis Opell, 1984
- Miagrammopes O. Pickard-Cambridge, 1870
- Octonoba Opell, 1979
- Orinomana Strand, 1934
- Philoponella Mello-Leitão, 1917
- Polenecia Lehtinen, 1967
  - Polenecia producta (Simon, 1873)
- Purumitra Lehtinen, 1967
- Siratoba Opell, 1979
- Sybota Simon, 1892
- Tangaroa Lehtinen, 1967
- Uloborus Latreille, 1806
- Waitkera Opell, 1979
  - Waitkera waitakerensis (Chamberlain, 1946)
- Zosis Walckenaer, 1841